# Aeronomia

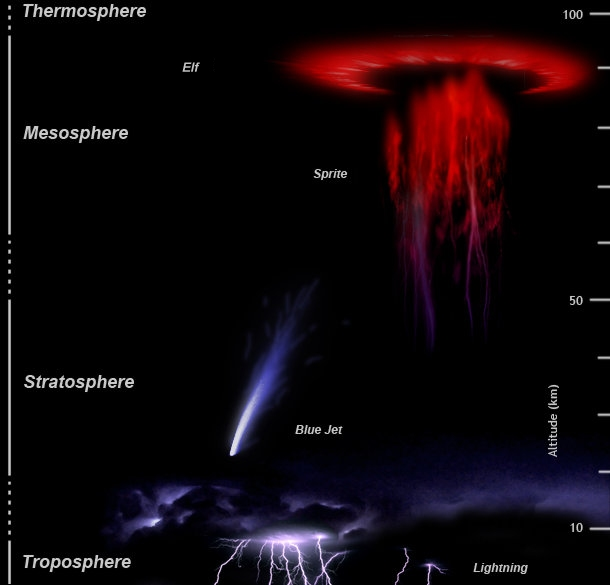
Fenòmens de descàrrega elèctrica en l'atmosfera superior, objecte d'estudi de la aeronomía.

 Aeronomia  és la ciència que estudia les capes superiors de l'atmosfera, on els fenòmens de ionització i dissociació són importants. El terme  aeronomía  va ser introduït per Sydney Chapman i la definició anterior va ser feta el 1960. Avui en dia el terme inclou la ciència de les regions corresponents d'altres planetes i és una branca de la física atmosfèrica. La investigació aeronómica necessita globus, satèl·lits i coets sonda. Les marees atmosfèriques dominen la dinàmica de la mesosfera i la termosfera inferior, per aquest motiu la seva comprensió és essencial per a la comprensió de l'atmosfera com un tot. Altres fenòmens estudiats per la aeronomía són els rajos de l'atmosfera superior, com els follets vermells i els raigs blaus.